# Carisey
Carisey es una localidad y comuna francesa situada en la región de Borgoña, departamento de Yonne, en el distrito de Avallon y cantón de Flogny-la-Chapelle.

## Demografía
| 545 | 443 | 491 | 495 | 484 | 502 | 486 | 486 | 465 | 435 | 443 | 437 | 423 | 411 | 435 | 406 | 382 | 357 | 357 | 327 | 297 | 303 | 277 | 263 | 264 | 278 | 288 | 271 | 273 | 227 | 243 | 317 | 373 |
| Para los censos de 1962 a 1999 la población legal corresponde a la población sin duplicidades (Fuente: INSEE [Consultar]) |     |     |     |     |     |     |     |     |     |     |     |     |     |     |     |     |     |     |     |     |     |     |     |     |     |     |     |     |     |     |     |     |